# جنغرمنونيات
الجنغرمنونيات (الاسم العلمي:Jungermanniineae) هي رتيبة من النباتات الكبدية تتبع رتبة الجنغرمنيات من الطائفة الجنغرمنانية.

## التصنيف
- - رتيبة الجنغرمنونيات
    - الفصيلة المغرافية
      - جنس المغرافة